# Емихо вилдграф фон Кирбург
Емихо (Емих) вилдграф фон Кирбург (на немски: Emich (Emicho) Wildgraf von Kyrburg Bischof von Freising; * ок. 1245; † 28 юли 1311) от фамилията на вилдграфовете фон Даун и Кирбург, е 29. епископ на Фрайзинг (1283 – 1311).

## Произход и управление
Той е син на вилдграф Емих II фон Кирбург-Шмидтбург († пр. 1284) и съпругата му Елизабет фон Монфор († 1269), вдовица на граф Манеголд фон Неленбург († 1229/1234) и на граф Хайнрих I Зигеберт фон Верд, ландграф в Долен Елзас († 1238), дъщеря на граф Хуго I фон Брегенц-Монфор († 1230/1234) и Мехтилд фон Ванген († 1218). Внук е на вилдграф Конрад II фон Даун († сл. 1263) и Гизела фон Саарбрюкен († сл. 1265).
Баща му е брат на Герхард I фон Даун, архиепископ на Майнц (1251 – 1259), Конрад II, епископ на Фрайзинг (1258 – 1279), Хайнрих фон Даун († сл. 1284), абат на абатство „Св. Максимин“ в Трир. Роднина е на Енгелберт II фон Фалкенбург († 1274), архиепископ на Кьолн (1261 – 1274), на Хайнрих II фон Саарбрюкен († 1234), епископ на Вормс, и с кралския канлцер и епископ на Шпайер Хайнрих фон Лайнинген († 1272).
Брат е на вилдграф тамплиер Фридрих († сл. 1310), вилдграф Конрад III фон Шмидтбург († 1305), Хуго, каноник в Майнц († сл. 1300), на вилдграф Готфрид II фон Кирбург († 1301), Герхард, каноник в Трир и Фрайзинг († 1312), Гизела фон Кирбург († сл. 1313), омъжена за Филип II фон Фалкенщайн († пр. 1295). Полубрат е на граф Еберхард III фон Неленбург († сл. 1257) и граф Хайнрих II Зигеберт фон Верд († 1278), ландграф в Долен Елзас.
Емих е през 1266 г. пропст на манастир „Св. Андре“ във Фрайзинг, кандидатства безуспешно през 1279 г. за епископ. На 24 януари 1283 г. той е избран за епископ.
През 1284 г. Емих получава господството Бурграйн с пазар и манастир Изен, 1294 г. графството Партенкирхен и Митенвалд (Графство Верденфелс). Така той откъсва епископството от фогтая и съда на баварските херцози, и епископът на Фрайзинг става веднага господар на манастир Фрайзинг. Новият герб на Емих се появява за пръв път през 1284 г.